# 多佛 (特拉华州)
多佛（英語：Dover）是美国特拉华州的首府和第二大城市，也是肯特县的县治。根据美国人口调查局2000年统计，共有32,135人，其中白人占54.94%、非裔美国人占37.22%、亚裔美国人占3.16%。

## 外部連結
- City of Dover（页面存档备份，存于）
- Kent County & Greater Dover Convention and Visitors Bureau（页面存档备份，存于）